# Antonio de Nigris
Antonio de Nigris, né le 1er avril 1978 à Monterrey et mort le 15 novembre 2009 à Larissa, est un footballeur mexicain qui jouait attaquant. 

## Biographie
Il a été finaliste de la Copa América 2001 avec l'équipe du Mexique. 
En 2004, il gagne la Copa Libertadores avec Once Caldas. En 2005, il atteint la finale de la Ligue des champions de la CONCACAF (défaite 0-2 puis 2-1 contre Deportivo Saprissa).
Lors de la saison 2007-08, il termine 3e meilleur buteur du championnat turc avec 14 buts (8 avec Gaziantepspor et 6 avec Ankaraspor). Après 3 saisons en Turquie, il s'engage avec le club grec de l'AEL Larissa.
Il est décédé dans la nuit du 15 au 16 novembre d'une probable crise cardiaque. Il était âgé de 31 ans.
Il était marié et a eu cinq petites filles. Son frère Aldo de Nigris est lui aussi footballeur professionnel.